# Panzerwerfer 42
Panzerwerfer 42 (PzW 42) – niemiecka opancerzona samobieżna wyrzutnia pocisków rakietowych Nebelwerfer z okresu II wojny światowej. W literaturze niemieckiej określana jest także jako Panzerwerfer 42, a potocznie nazywana jest czasami nieprawidłowo Maultier od zastosowanego podwozia.

## Historia
Głównymi przyczynami rozpoczęcia prac nad samobieżnym Nebelwerferem było bardzo łatwe namierzanie wyrzutni Nebelwerfer 41 i 42 (unoszące się kłęby białego dymu), a co za tym idzie groźba ich zniszczenia. Poza tym zwiększenie mobilności tego typu broni było bardzo przydatne dla oddziałów pancernych. Nebelwerfery 41 i 42 były holowane za ciężarówkami, a to zmuszało żołnierzy do dłuższych przygotowań przed każdym użyciem. Prace rozpoczęto w firmie Opel po niecałym roku od wprowadzenia wyrzutni model 41.
Zastosowano w nim podwozie bardzo popularnego w Wehrmachcie półgąsienicowego samochodu ciężarowego Opel Maultier, który bardzo dobrze spisywał się na froncie w Rosji. Nadwozie ciężarówki zmieniło jednak kształt i zostało w pełni opancerzone (6-10 mm grubości pancerza). Tak skonstruowany pojazd otrzymał nazwę 15cm Panzerwerfer 42 auf Selbstfahrlafette Sd.Kfz.4/1. W jego kadłubie znajdował się mały, otwarty przedział dla artylerzystów oraz wystarczająco dużo miejsca na zapas rakiet 150 mm do 10-prowadnicowej wyrzutni (zwiększono liczbę prowadnic z 6 w wersji na lawecie holowanej do 10, gdyż nie musiano się martwić o utrzymanie równowagi lawety). Rzadko używano wyrzutni kalibru 280 mm, a sporadycznymi przypadkami był montaż wyrzutni 24-prowadnicowej R-Vielfachwerfer kalibru 82 mm. Prowadnice były zainstalowane w dwóch poziomych równoległych rzędach po pięć. Rakiety odpalano impulsem elektrycznym, startowały one po kolei. Sama wyrzutnia mogła się obracać o kąt 270 stopni i podnosić pod kątem 80 stopni. Maksymalny zasięg rakiety wynosił 7055 m. Dla zapewnienia obrony przed piechotą i lotnictwem na dachu kabiny montowano karabin maszynowy MG 34 lub MG 42.
Produkowano również bardzo podobne do Panzerwerfer 42 transportery amunicyjne oznaczone SdKfz 4. Budowa była prawie identyczna, z tą różnicą, że nadwozie było pozbawione wyrzutni. Pełniły one służbę przy oddziałach Panzerwerferów (choć nie tylko) dostarczając dodatkowe rakiety. Wyprodukowano 289 sztuk, z czego dość dużo przerobiono później montując wyrzutnie.
Często zaopatrzenie w amunicję (26 dodatkowych rakiet) zapewniał ciężki transporter Schwerer Wehrmachtschlepper (sWS). Opracowano też pod koniec wojny wersję wyrzutni Panzerwerfer na podwoziu sWS.
Panzerwerfer 42 wszedł do produkcji w kwietniu 1942 roku i był produkowany do marca 1943. Wyprodukowano około 300 sztuk.
Panzerwerfery, które były bardzo ruchliwe, działały przeważnie razem z jednostkami pancernymi udzielając im bezpośredniego wsparcia artyleryjskiego. Po oddaniu salwy rakietowej PzW 42 szybko zmieniały pozycję, co przeważnie pozwalało im uchronić się przed ogniem artyleryjskim nieprzyjaciela. Były używane w jednostkach Nebelwerferów (Nebelwerfer Brigade) do końca wojny, głównie na froncie wschodnim.

## Dane taktyczno-techniczne
- Masa:
  - 7100kg (Sd.Kfz.4)
  - 8500kg (Sd.Kfz.4/1)
- Załoga:
  - 3 osoby (Sd.Kfz.4)
  - 4 osoby (Sd.Kfz.4/1);
- Silnik: Opel 3.6 l / 6-cylindrowy / 68 hp
- Szybkość: Po drodze: 40 km/h
- W terenie: brak danych;
- Zasięg: Po drodze: 130 km
- W terenie: 80 km
- Zapas paliwa: brak danych
- Długość: 6,00 m
- Szerokość: 2,20 m
- Wysokość:
  - 2,50 m (Sd.Kfz.4)
  - 3,05 m (Sd.Kfz.4/1)
- Uzbrojenie:
  - 10 wyrzutni 150 mm Nebelwerfer 42
  - 7,92 mm MG34 lub MG42
- Amunicja:
  - 150 mm – 20-40 rakiet
  - 7,92 mm – 2000 naboi;
- Pancerz: 6-10 mm